# 三浦敏事
三浦 敏事（みうら としわざ、1887年（明治20年）7月27日 - 1953年（昭和28年）7月31日）は、日本の陸軍軍人。最終階級は陸軍中将。

## 経歴
石川県生まれ。1905年（明治38年）3月、金沢第一中学校（12回）を経て、同級生の役山久義らとともに陸軍士官学校（陸士）へ合格。同級生83名から陸海軍の軍人を選んだものが、20名に及ぶ。
1907年（明治40年）5月、陸士（19期）歩兵科を卒業。19期は、日露戦争における下級将校の不足を補うため、一般中学から大量採用された珍しいクラスである。このクラスから後に5人の大将（塚田攻、今村均、田中静壱、河辺正三、喜多誠一）が誕生する。三浦の卒業成績は62番/1,068名。ちなみに役山は58番。のちに大将までに上り詰める田中静壱（43番）、今村均（54番）、河辺正三（139番）たちと遜色のない優等生だった。
同年12月、歩兵少尉に任官し、出身地である金沢第9師団所属の歩兵第7聯隊附となる。1910年（明治43年）11月、歩兵中尉に進級。1914年（大正3年）には大隊副官、1917年（大正6年）8月には歩兵大尉に進級。同日付けで、金沢一中の同窓生である鶴清吉（10回、陸士18期）、上田作太郎（11回、陸士18期）も歩兵大尉に進級している。鶴と作田は、同年9月時点で歩兵第7聯隊中隊長を務めている。11月に陸軍大学校（29期）を卒業した三浦も同聯隊中隊長に就任している。
1920年（大正9年）9月時点では、参謀本部部員としてカムチャッカ方面地理調査に赴いている。1922年（大正11年）8月、歩兵少佐に進級。1924年（大正13年）9月頃には歩兵第38聯隊大隊長、1925年（大正14年）4月13日付けで宇垣軍縮による歩兵第9聯隊附（京都府師範学校服務）となっている。
1926年（大正15年）8月、歩兵中佐に進級。1927年（昭和2年）3月、第11師団参謀、1929年（昭和4年）8月に参謀本部附として漢口に駐在する。1931年（昭和6年）8月、歩兵大佐に進級、大阪聯隊区司令官に就任する。1933年（昭和8年）8月に歩兵第37聯隊長、1935年（昭和10年）3月に第5師団参謀長を経て、1936年（昭和11年）3月に少将に進級、同日付で奉天特務機関長。1937年（昭和12年）8月に歩兵第21旅団長に就任し、日中戦争に出征する。平型関の戦いで苦戦を強いられた。同年10月に留守第11師団司令部附、1938年（昭和13年）7月に第2独立守備隊司令官に就任する。同年10月に勲二等瑞宝章を受章、1939年（昭和14年）3月、中将に進級。同年8月に第9師団司令部附、待命、予備役編入となった。翌月、正四位を贈られた。
ちなみに役山は、秋田歩兵第17聯隊附を振り出しに、陸軍歩兵学校教官、関東軍作戦主任参謀、千葉聯隊区司令官、歩兵第15聯隊長と進み、歩兵第24旅団長（少将）を最後に予備役編入となっている。